# 江北商務区駅
江北商務区駅（こうほくしょうむくえき）は、中華人民共和国江蘇省南京市浦口区にある、南京地下鉄の駅である。4号線と11号線が乗り入れ、両路線の接続駅となっている。

## 駅名
事業着手当初は南京地下鉄集団は「中央商務区駅」の仮称を用いており、2023年5月24日に「江北商務区駅」を駅名として第一次公示され、2023年8月16日に第一次公示のより駅名が「江北商務区駅」に決定したことが発表された。

## 歴史
- 2026年4号線の駅として開業予定。

## 駅構造

### のりば
| 番線 | 路線            | 方面              | 行先          |
| ---- | --------------- | ----------------- | ------------- |
|      | 南京地下鉄4号線 | 南京北駅 方面     | 余家営 行き   |
|      | 南京地下鉄4号線 | 霊山・仙林湖 方面 | 華僑城東 行き |

## 隣の駅
南京地下鉄
■4号線
定山大街駅 - 江北商務区駅 - 江北市民中心駅
■11号線
広西埂大街駅 - 江北商務区駅 - 七里河駅